# Den Toll
Den Toll was een kasteel in het Nederlandse dorp Koudekerk, provincie Zuid-Holland. De nog aanwezige boerderij is een rijksmonument.

## Geschiedenis
Het kasteel is vermoedelijk in het derde kwart van de 13e eeuw gebouwd. Eigenaar Gerland van Rijn hield diverse goederen in leen van Dirk van Teylingen, maar had geen wettige zoon als erfgenaam. Hij had wel een dochter en kreeg in 1272 van leenheer Dirk toestemming om zijn 26 morgen land in de Lagewaard aan haar na te laten. In 1306 werd voor het eerst het huis specifiek vermeld als ‘de woning ten Tolle’, met 14 morgen aan land, eveneens een leen van de heren Van Teylingen. In ieder geval kwamen alle goederen terecht bij de familie Van Tol dankzij het huwelijk van Gerlands dochter met Floris II van Tol.
De familie Van Tol stierf in 1455 uit, waarna het kasteel bij de verwante familie Coppier in eigendom kwam. Zij bleven tot 1567 eigenaar van het kasteel. Na verkoop aan Arend van Dorp bleef Den Toll tot 1733 in handen van de familie Van Dorp-De la Torre. In 1675 brandde het kasteel af, waarna eigenaresse Margaretha Helena de la Torre het liet herbouwen als buitenplaats.
Nicolaas Holtius en Jacobus Honslaarsdijk kochten Den Toll in 1733. Het park werd omgevormd tot bouwland. In 1748 erfde Jacob van der Meer het vervallen huis en hij liet het in 1781 afbreken. Alleen een boerderij bleef staan.
In 1807 liet Barend ridder van Lockhorst op de fundamenten van de buitenplaats een herenhuis met de naam Tol bouwen. Rondom verscheen een boomrijk park. Zijn weduwe verkocht het goed in 1842 aan haar neef Berend Erkelens. Hij overleed in 1869 en het herenhuis werd verkocht, waarna het werd omgebouwd tot de huidige boerderij.
Na diverse wisselingen van eigenaar kocht Klaas Groen in 1939 de boerderij. In 1960 stopte hij met het boerenbedrijf en verkocht hij de boerderij aan de gemeente Uithoorn, die het weer aan de broers Rijlaarsdam verkocht. In de jaren 70 werd het een rijksmonument en na restauratie in gebruik genomen als woonhuis.

## Beschrijving
Het oorspronkelijke kasteel is in de 13e eeuw gebouwd. Rond 1590 vond een verbouwing plaats. Een nieuwe verbouwing in renaissancestijl volgde in 1624. Na een brand in 1675 werd het slot herbouwd in de stijl van een buitenplaats. Het was toen een rechthoekig gebouw van twee bouwlagen met een lage aanbouw, staande op een vierkant, ommuurd terrein met een bak- en theehuis. In 1781 werd de bouwvallig geworden buitenplaats afgebroken.

### Herenhuis en boerderij
Het herenhuis dat in 1807 op de fundamenten van de buitenplaats werd gebouwd, werd na 1878 verbouwd tot de huidige boerderij De Tol. Deze boerderij werd in 1972 aangewezen tot rijksmonument. In 1977 volgde een restauratie.
Het witgepleisterde hoofdgebouw wordt afgedekt door een hoog schilddak. De 16e-eeuwse kelders met tegelvloer zijn een restant van het kasteel.
Rondom de boerderij ligt de middeleeuwse slotgracht.

## Afbeeldingen

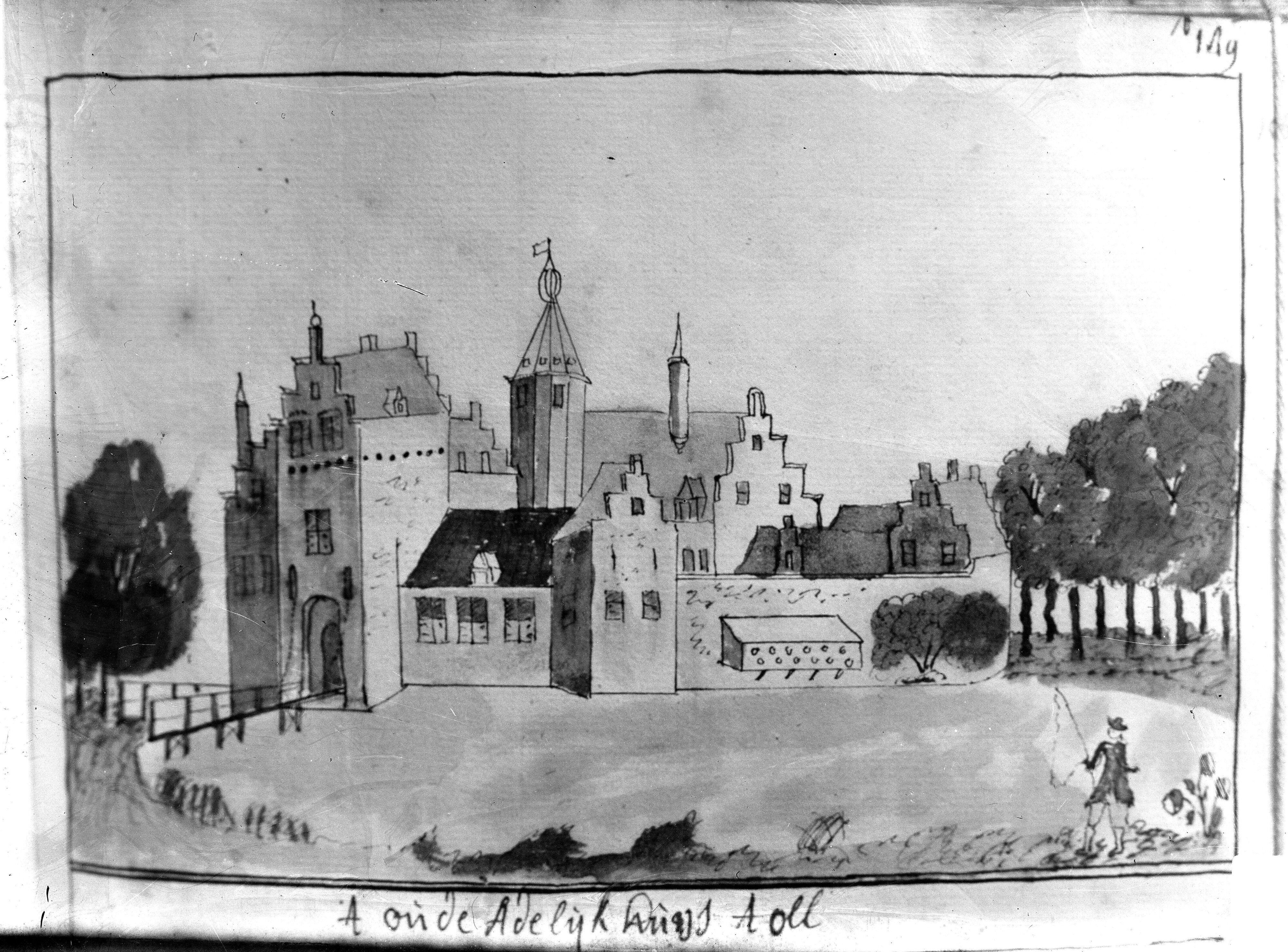
Een vermoedelijk onbetrouwbare afbeelding van Den Toll in ‘Afbeelding der Steeden enz. van Zuyt Holland’ van A. Schoemaker (18e eeuw).
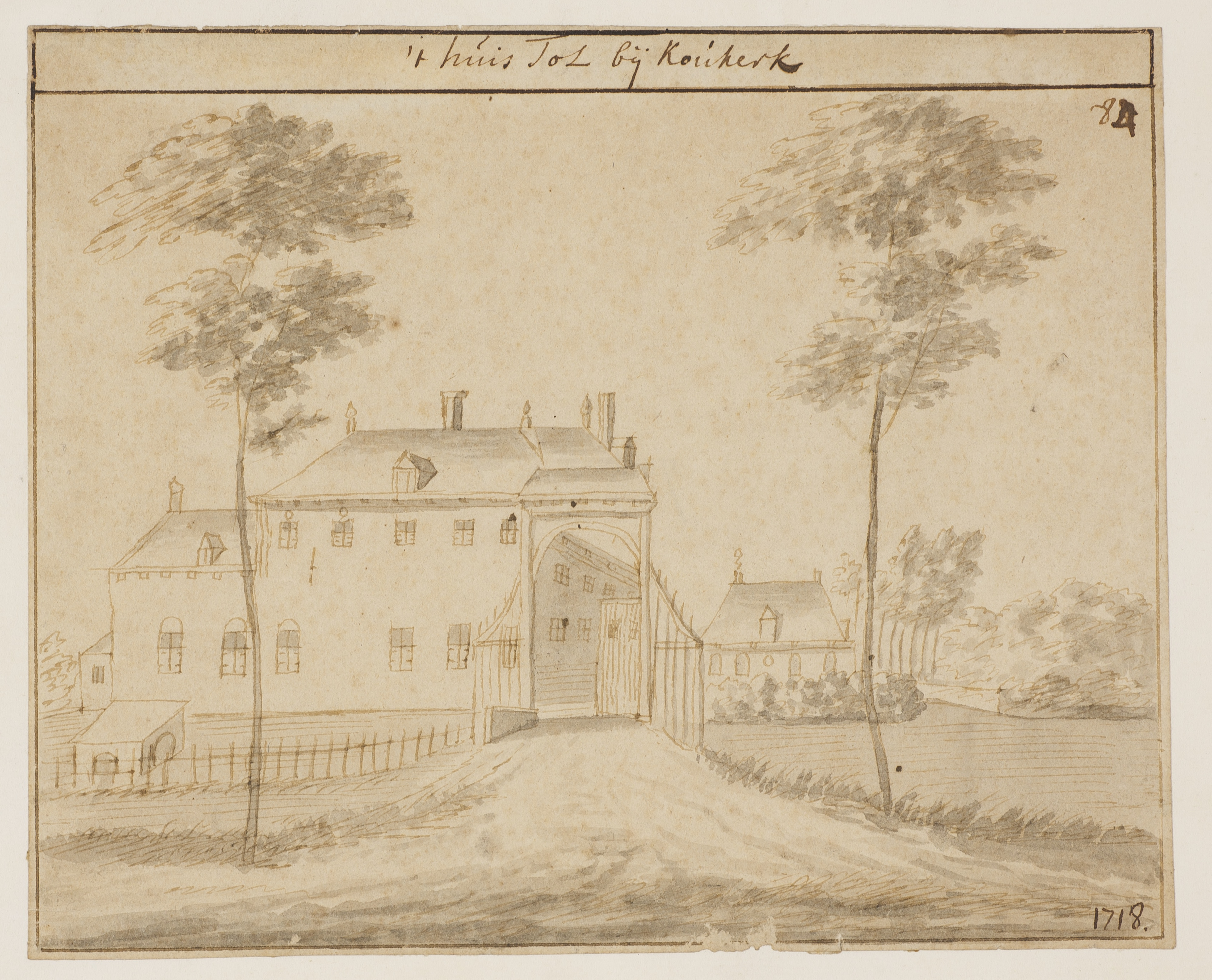
Den Toll in 1718
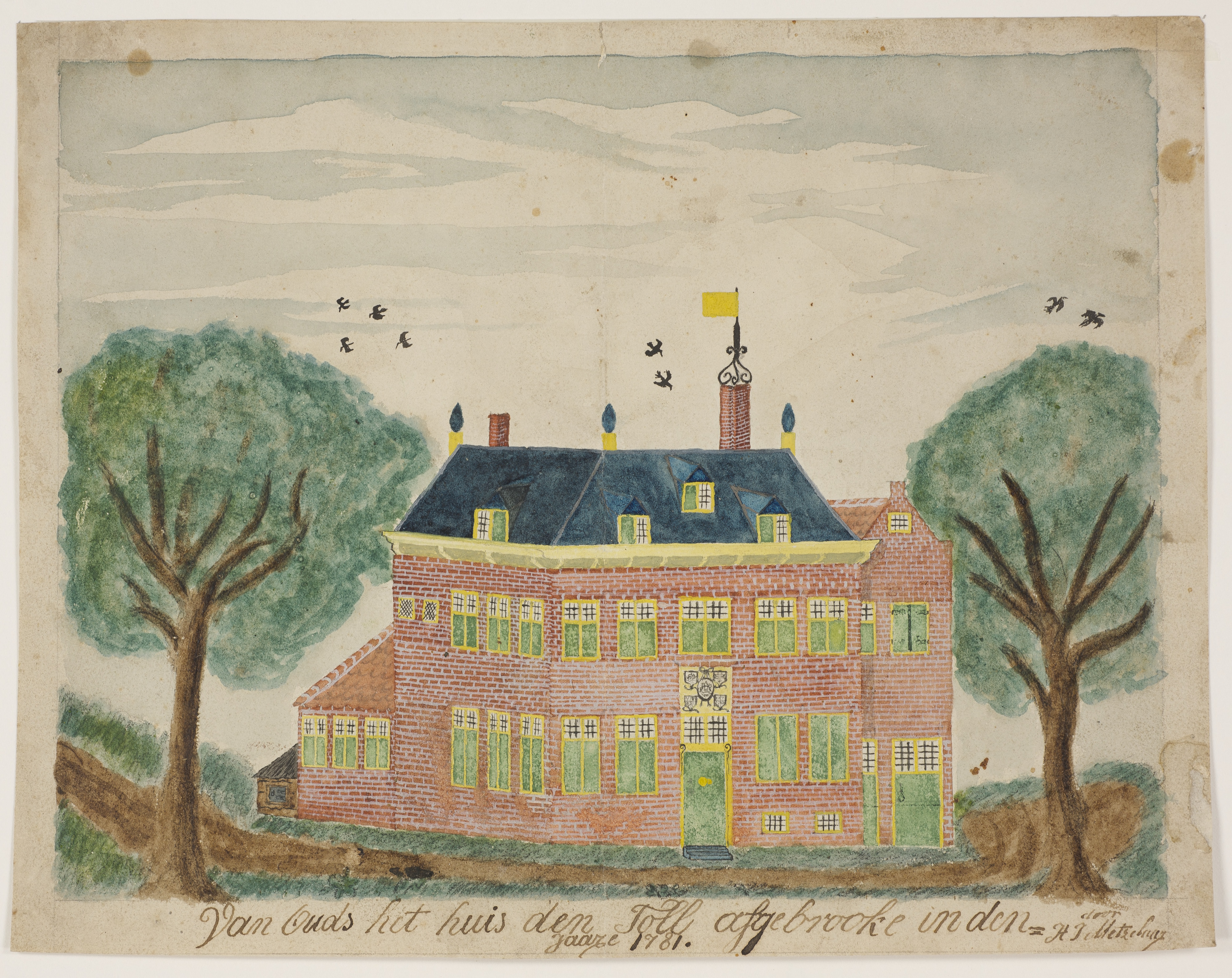
Het 18e-eeuwse Den Tol op een tekening uit 1824
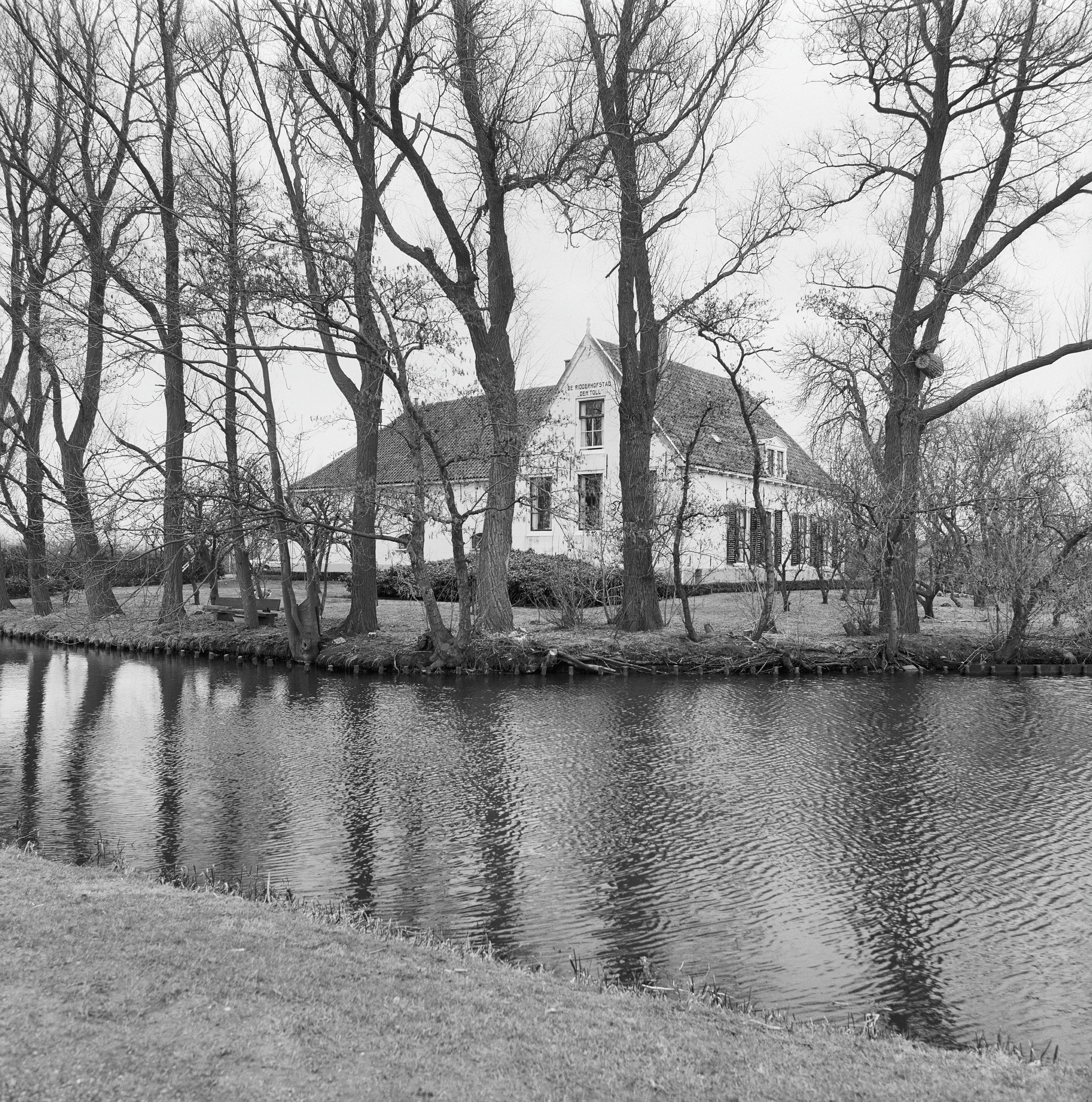
De boerderij in 1986

Abbenbroek · Abspoel · Adegeest · Slot Alkemade ·  Altena · Arkelsburg · Bellesteyn · Huis ten Berghe · Binckhorst · Binnenhof · Blijdestein · Te Blotinghe · Boekenburg · Boekhorst · Boshuysen · Bulgersteyn · Burcht (Leiden) · Burcht (Voorne) · Slot Capelle · Coebel · Cranenburg · Crayestein · Cronesteyn · Crooswijk · Develstein · 't Huys Dever · Dirks Steenhuis · Ter Does · Duivenstein · Duivenvoorde · Endegeest · Endepoel · Foreest · Giessenburg · Gravensteen · Groot Haesebroek · 's Heeraartsberg · Hof van Wateringen · Holy · Slot Honingen · Kasteel van de Heren van Arkel · Kasteel van Gouda · Keenenburg · Kasteel Keukenhof · Klein Poelgeest · Huis te Langerak · Langestein · Huis te Liesveld · Ter Lips · De Loo · Madeburcht · Marenburch · Meerburg · Huis te Merwede · Huis ter Mey · Kasteel van der Meye · Niemandsvriend · Noordeloos · Oud-Berendrecht · Oud-Poelgeest · Oud Teylingen · Paddenpoel · Persijn · Groot Poelgeest · Hof van Putten · Puttensteyn · Landgoed De Raephorst · Kasteel Ravesteyn · Kasteel van Rhoon · Rijnegom · Rijnenburg · Huis te Riviere · Rodenburg · Hofstad Rodenrijs · Rodenrijs · Rosenburgh · Huis Roucoop · Santhorst · Schelluinderberg · Schonenburg · Kasteel van Schoonhoven · Souburgh · Spangen · Starrenburg · Huis ter Specke · Steenvoorde · Stenevelt · Slot Teylingen · Den Toll · Torenvliet · Slot Valckesteyn · Huis ter Waard · Warmont · Ter Weer · Hof van Wena · Kasteel Westerbeek · Huis te Woude · Kasteel van IJsselmonde · 't Zand · Huis Zevender · Kasteel aan de Zevender · Zijlhof · Zonneveld · Huis Zuidwijk · Zwieten